# Felix von Podewils
Felix von Podewils (* 1611; † 25. März 1686) war ein schwedischer Oberst und Landrat in Vorpommern.

## Leben
Felix von Podewils entstammte dem in Pommern schlossgesessenen Adelsgeschlecht von Podewils. Seine Eltern waren der dänische Rat, Landvogt, sowie Erbherr auf Krangen und Haus Demmin Joachim von Podewils (1577–1616) und die Margaretha von Ramel a.d.H. Wusterwitz, Tochter des dänischen Kanzlers und Hofmeisters Heinrich von Ramel († 1610).
Seine Brüder waren der hannoversche Generalfeldzeugmeister, Geheime Kriegsrat und Gouverneur von Hannover, Heinrich von Podewils (1615–1696), der kurfürstlich brandenburgische Landrat Gerd von Podewils (1616–1676) und der brandenburgische Geheime Staatsrat, pommersche Regierungsrat und Kammerpräsident, Schlosshauptmann von Hinterpommern sowie Domdechant von Kolberg Adam von Podewils (1617–1697).
Podewils trat in schwedische Kriegsdienste, avancierte bis in den Rang eines Obersts und nahm am Dreißigjährigen Krieg aktiv teil. Aus väterlichem Erbe war er Herr auf Demmin und erwarb zudem das Gut Zarrenthin. Als Landrat war er vielfach in die Abwicklung der Landesverwaltung in Schwedisch-Pommern eingebunden. So nahm er 1665 zusammen mit Regierungsrat Joachim Kuno von Owstin (1608–1668) und Hofrat Jacob Stypmann stellvertretend für den schwedischen König die durch den Frieden von Osnabrück begründeten Eventualbelehnungen der hinterpommerschen Landstände entgegen.
Er ist Stammvater der bis in die Gegenwart bestehenden württembergischen Freiherrlichen Linie Podewils auf Leinstetten.
Podewils vermählte sich mit Esther von Glasenapp a.d.H. Manow (1629–1629). Aus der Ehe sind zwei Kinder bekannt:
1. Heinrich Andreas (* 1640; † 1704), hannoverscher Rittmeister, Erbherr auf Demmin und Sanzkow, ⚭ Ursula Anna von Rauchhaupt
2. Margarethe Dorothea († vor 1703), ⚭ Peter von Glasenapp († 1695), Erbherr auf Pollnow